# Скобенко, Герман Вадимович
Герман Вадимович Скобенко (род. 7 июля 1993, Макеевка, Донецкая область, Украина) — украинский боксёр-профессионал, выступающий в тяжёлой весовой категории в статусе джорнимена. С сентября 2020 года также выступает на российских турнирах по кулачным боям.

## Любительская карьера
На любительском уровне участвовал в международных турнирах, проводимых в Российской Федерации. Среди достижений — призер турнира имени Ахмата Кадырова, двукратный финалист Открытого Чемпионата Ростова. Также участвовал в турнирах, проводимых Федерацией бокса Донецкой Народной Республики. Мастер спорта ДНР.

## Профессиональная карьера
Профессиональную боксёрскую карьеру Герман Скобенко начал 2 июня 2015 года, одержав победу единогласным решением судей над также дебютантом, россиянином Максимом Тихоновым. После этого, на протяжении двух лет, были проведены четыре боя с дебютантами, одержаны три победы, один бой был сведен вничью. 15 декабря 2017 года Скобенко провел бой в андеркарте поединка Александра Поветкина и Кристиана Хаммера, проходившим в ДИВС г. Екатеринбурга. Соперником был азербайджанский боксёр проживающий в Турции Замиг Атакишиев (4-0-0). Бой закончился ничьей раздельным решением судей.
Следующий бой Германа состоялся в феврале 2018 года опять в Екатеринбурге против проспекта из России Евгения Романова (7-0-0). В динамичном бою не имеющих поражений боксёров, с большим количеством выброшенных обеими спортсменами ударов, преимуществом владел боец из России. Проиграв начало боя, Скобенко взял середину боя, но прицельное попадание Романова в седьмом раунде, привело к поражению Скобенко техническим нокаутом в восьмираундовом бою.
В следующем поединке Скобенко легко переиграл возрастного Вячеслава Щербакова (3-17-1), известного лишь по поражению от Дмитрия Кудряшова в 2011 году. Бой проходил в городе Донецке и не был санкционирован признанными боксёрскими федерациями. В главном бою вечера, Герман победил нокаутом в первом раунде, предварительно дважды отправив соперника на канвас.
Хорошо зарекомендовав себя в последних боях, 5 сентября 2018 года Скобенко встретился в Грозном с местным непобежденным боксёром России Апти Давтаевым (15-0-1). Бой, на кону которого стоял пояс WBA Asia, как и поединок с Романовым, изобиловал количеством ударов с обеих сторон, но более выносливым оказался российский боксёр — в шестом раунде десятираундового боя, секунданты уставшего Германа выбросили полотенце.

## Статистика боёв

### Профессиональные
В классическом боксе
В таблице перечислены результаты всех поединков боксёров.
В каждой строке указан результат поединка. Дополнительно номер поединка обозначен цветом, который обозначает итог поединка. Расшифровка обозначений и цветов представлена в нижеследующей таблице.
| Пример | Расшифровка                     |
| ------ | ------------------------------- |
|        | Победа                          |
|        | Ничья                           |
|        | Поражение                       |
|        | Планируемый поединок            |
|        | Поединок признан несостоявшимся |
| КО     | Нокаут                          |
| ТКО    | Технический нокаут              |
| PTS    | Решение судей (по очкам)        |
| UD     | Единогласное решение судей      |
| MD     | Решение большинства судей       |
| SD     | Раздельное решение судей        |
| RTD    | Отказ от продолжения боя        |
| DQ     | Дисквалификация                 |
| NC     | Поединок признан несостоявшимся |

| 24 поединка, 6 побед (2 нокаутом), 2 ничьих, 16 поражений. | 24 поединка, 6 побед (2 нокаутом), 2 ничьих, 16 поражений. | 24 поединка, 6 побед (2 нокаутом), 2 ничьих, 16 поражений. | 24 поединка, 6 побед (2 нокаутом), 2 ничьих, 16 поражений. | 24 поединка, 6 побед (2 нокаутом), 2 ничьих, 16 поражений.           | 24 поединка, 6 побед (2 нокаутом), 2 ничьих, 16 поражений. | 24 поединка, 6 побед (2 нокаутом), 2 ничьих, 16 поражений.                            |
| Бой                                                        | Рекорд                                                     | Дата боя                                                   | Соперник                                                   | Место проведения боя                                                 | Раундов, время                                             | Дополнительно                                                                         |
| ---------------------------------------------------------- | ---------------------------------------------------------- | ---------------------------------------------------------- | ---------------------------------------------------------- | -------------------------------------------------------------------- | ---------------------------------------------------------- | ------------------------------------------------------------------------------------- |
| 22                                                         | 6-14-2                                                     | 17 августа 2023                                            | Максим Бабанин (5-0)                                       | КРК «Уралец», Екатеринбург, Свердловская область, Россия             | UD 8 (8)                                                   |                                                                                       |
| 21                                                         | 6-13-2                                                     | 25 ноября 2022                                             | Вартан Арутюнян (4-0)                                      | Концертный зал «Мир», Москва, Россия                                 | TKO 5 (6), 1:01                                            |                                                                                       |
| 20                                                         | 6-12-2                                                     | 6 августа 2022                                             | Шохжахон Абдуллаев (дебют)                                 | Академия бокса RCC, Екатеринбург, Свердловская область, Россия       | UD 4 (4)                                                   | Счёт: 39-36, 38-37 (дважды). В 4-м раунде Абдуллаев в нокдауне.                       |
| 19                                                         | 5-12-2                                                     | 9 июля 2022                                                | Сергей Егоров (1-0)                                        | КРК «Уралец», Екатеринбург, Свердловская область, Россия             | UD 6 (6)                                                   | Счёт: 54-60 (трижды).                                                                 |
| 18                                                         | 5-11-2                                                     | 19 декабря 2021                                            | Таир Келехсаев (8-0)                                       | УСК «Крылья Советов», Москва, Россия                                 | UD 6 (6)                                                   | Счет: 54-60, 56-58 (дважды).                                                          |
| 17                                                         | 5-10-2                                                     | 20 ноября 2021                                             | Мурад Алиев (дебют)                                        | Universum Gym, Гамбург, Германия                                     | UD 4 (4)                                                   | Счет: 35-40 (трижды).                                                                 |
| 16                                                         | 5-9-2                                                      | 3 ноября 2021                                              | Турпал Токаев (дебют)                                      | ДС Увайса Ахтаева, Грозный, Чечня, Россия                            | UD 4 (4)                                                   | Счет: 36-40 (трижды).                                                                 |
| 15                                                         | 5-8-2                                                      | 7 мая 2021                                                 | Георгий Юновидов (дебют)                                   | КРК «Уралец», Екатеринбург, Свердловская область, Россия             | UD 6 (6)                                                   | Счет: 54-60 (трижды).                                                                 |
| 14                                                         | 5-7-2                                                      | 27 марта 2021                                              | Александр Дорофеев (дебют)                                 | Академия бокса RCC, Екатеринбург, Россия                             | UD 4 (4)                                                   | Счёт: 36-40 (трижды).                                                                 |
| 13                                                         | 5-6-2                                                      | 25 июня 2020                                               | Виталий Кудухов (дебют)                                    | Вегас Сити Холл, Москва, Россия                                      | UD 4 (4)                                                   | Счёт: 37-39, 36-39 (дважды). Четвертьфинал турнира Гран-при «Короли Нокаутов Трофи».  |
| 12                                                         | 5-5-2                                                      | 25 января 2020                                             | Кем Юнгквист (9-0)                                         | Гамбург, Германия                                                    | UD 8 (8)                                                   | Счёт: 74-80, 73-79, 72-80.                                                            |
| 11                                                         | 5-4-2                                                      | 20 апреля 2019                                             | Арслан Яллыев (3-0)                                        | Академия Бокса Флойда Мейвезера, Жуковка, Московская область, Россия | UD 6 (6)                                                   | Счёт: 53-60, 54-59, 54-60.                                                            |
| 10                                                         | 5-3-2                                                      | 22 февраля 2019                                            | Гасан Гимбатов (3-1)                                       | Екатеринбург, Свердловская область, Россия                           | UD 6 (6)                                                   | Счёт: 54-60, 55-59 (дважды).                                                          |
| 9                                                          | 5-2-2                                                      | 5 сентября 2018                                            | Апти Давтаев (15-0-1)                                      | Грозный, Чечня, Россия                                               | TKO 6 (10), 2:48                                           | Бой за вакантный титул чемпиона по версии WBA Asia. Угол Скобенко выбросил полотенце. |
| 8                                                          | 5-1-2                                                      | 12 мая 2018                                                | Вячеслав Щербаков (3-16-1)                                 | Донецк, Донецкая область, Украина                                    | TKO 1 (8), 2:08                                            | Щербаков в нокдауне в первом раунде дважды 0:41 и 1:19.                               |
| 7                                                          | 4-1-2                                                      | 10 февраля 2018                                            | Евгений Романов (7-0)                                      | Екатеринбург, Свердловская область, Россия                           | TKO 7 (8), 0:49                                            | Счёт на момент остановки: 54-60, 55-59 (дважды).                                      |
| 6                                                          | 4-0-2                                                      | 15 декабря 2017                                            | Замиг Атакишиев (4-0)                                      | Екатеринбург, Свердловская область, Россия                           | SD 6 (6)                                                   | Счёт: 59-55, 57-57, 56-58.                                                            |
| 5                                                          | 4-0-1                                                      | 27 мая 2017                                                | Артур Лежава (дебют)                                       | Москва, Россия                                                       | MD 4 (4)                                                   | Счёт: 39-37, 38-38 (дважды).                                                          |
| 4                                                          | 4-0-0                                                      | 25 сентября 2015                                           | Нодар Джалогония (дебют)                                   | Подольск, Россия                                                     | UD 6 (6)                                                   | Счёт: 59-56, 58-56 (дважды).                                                          |
| 3                                                          | 3-0-0                                                      | 2 августа 2015                                             | Дмитрий Фролов (дебют)                                     | Подольск, Россия                                                     | UD 4 (4)                                                   | Счёт: 39-37, 40-36 (дважды).                                                          |
| 2                                                          | 2-0-0                                                      | 18 апреля 2015                                             | Дмитрий Соколов (дебют)                                    | Москва, Россия                                                       | TKO 4 (4)                                                  | Счёт на момент остановки: 30-26 (трижды).                                             |
| 1                                                          | 1-0-0                                                      | 6 февраля 2015                                             | Максим Тихонов (дебют)                                     | Подольск, Россия                                                     | UD 4 (4)                                                   | Счёт: 40-36, 40-37, 39-37.                                                            |
| Бой                                                        | Рекорд                                                     | Дата боя                                                   | Соперник                                                   | Место проведения боя                                                 | Раундов, время                                             | Дополнительно                                                                         |

В боксе на голых кулаках
| Результат | Рекорд | Соперник          | Способ                     | Турнир                                                | Дата             | Раунд | Время | Место                                          | Примечание |
| --------- | ------ | ----------------- | -------------------------- | ----------------------------------------------------- | ---------------- | ----- | ----- | ---------------------------------------------- | ---------- |
| Победа    | 6-4-1  | Артуш Саркисян    | Единогласное решение судей | RCC Hard Vol. 6                                       | 16 марта 2024    | 3     | 2:00  | Академия единоборств РМК, Екатеринбург, Россия |            |
| Победа    | 5-4-1  | Юрий Кашинский    | Единогласное решение судей | RCC Hard Vol. 5                                       | 27 января 2024   | 3     | 2:00  | Академия единоборств РМК, Екатеринбург, Россия |            |
| Поражение | 4-4-1  | Олег Фомичёв      | Единогласное решение судей | RCC Hard Vol. 4                                       | 18 ноября 2023   | 3     | 2:00  | Академия единоборств РМК, Екатеринбург, Россия |            |
| Победа    | 4-3-1  | Владимир Маркелов | Раздельное решение судей   | RCC Hard Vol. 3                                       | 16 сентября 2023 | 3     | 2:00  | Академия единоборств РМК, Екатеринбург, Россия |            |
| Поражение | 3-3-1  | Валерий Мясников  | Единогласное решение судей | RCC Hard Vol. 2                                       | 30 июня 2023     | 3     | 2:00  | Академия единоборств РМК, Екатеринбург, Россия |            |
| Победа    | 3-2-1  | Михаил Усубов     | Раздельное решение судей   | RCC Hard                                              | 29 апреля 2023   | 3     | 2:00  | КРК «Уралец», Екатеринбург, Россия             |            |
| Поражение | 2-2-1  | Иван Смирнов      | Единогласное решение судей | Hardcore FC                                           | 24 февраля 2023  | 3     | 2:00  | «ВТБ Арена», Москва, Россия                    |            |
| Победа    | 2-1-1  | Олег Бородин      | Технический нокаут         | Top Dog Fighting Championship 8 (TDFC 8)              | 16 апреля 2021   | 3     | 1:50  | Москва, Россия                                 |            |
| Поражение | 1-1-1  | Павел Шульский    | Единогласное решение судей | Top Dog Fighting Championship 7 (TDFC 7)              | 11 февраля 2021  | 3     | 2:00  | Москва, Россия                                 |            |
| Ничья     | 1-0-1  | Ислам Вагабов     | Решение судей              | Top Dog Fighting Championship 6 (TDFC 6)              | 16 декабря 2020  | 3     | 2:00  | Москва, Россия                                 |            |
| Победа    | 1-0-0  | Григорий Гётце    | Tехнический нокаут         | Ultimate Fonbet Fighting (UFF) от Fight Nights Global | 24 сентября 2020 | 1     | 1:30  | Москва, Россия                                 |            |

### Выставочные
В боксе в перчатках для смешанных единоборств
| Результат | Рекорд | Соперник           | Способ                     | Турнир     | Дата           | Раунд | Время | Место          | Примечание |
| --------- | ------ | ------------------ | -------------------------- | ---------- | -------------- | ----- | ----- | -------------- | ---------- |
| Поражение | 1-2    | Магомед Нальгиев   | Единогласное решение судей | Наше Дело  | январь 2023    | 3     | 3:00  | Москва, Россия |            |
| Поражение | 1-1    | Дамил Шарафутдинов | Единогласное решение судей | Наше Дело  | октябрь 2022   | 3     | 2:00  | Москва, Россия |            |
| Победа    | 1-0    | Роман Батюшкин     | Единогласное решение судей | Punch Club | 2 октября 2021 | 3     | 2:00  | Москва, Россия |            |